# Liste du patrimoine immobilier classé de Florennes
Cette page regroupe l'ensemble du patrimoine immobilier classé de la ville belge de Florennes.
| Objet | Année de construction / Architecte | Adresse         | Section communale | Coordonnées                      | Numéro d’inventaire | Illustration                                                                                        |
| --- | ---------------------------------- | --------------- | ----------------- | -------------------------------- | ------------------- | --------------------------------------------------------------------------------------------------- |
| Collégiale Saint-Gangulphe                                                                                                |                                    | rue du chapitre | Florennes         | 50° 15′ 03″ nord, 4° 36′ 12″ est | 93022-CLT-0002-01   | Collégiale Saint-Gangulphe                                                                          |
| L'ensemble des bâtiments (intérieur et extérieur) du château de Beaufort à Florennes, parc des Ducs                       |                                    |                 | Florennes         | 50° 15′ 05″ nord, 4° 36′ 05″ est | 93022-CLT-0003-01   | L'ensemble des bâtiments (intérieur et extérieur) du château de Beaufort à Florennes, parc des Ducs |
| Site formé par la chapelle Notre-Dame des Affligés et les deux tilleuls qui l'entourent                                   |                                    |                 |                   | 50° 18′ 58″ nord, 4° 32′ 37″ est | 93022-CLT-0004-01   | Image manquanteTéléverser                                                                           |
| Château de Morialmé, n° 231 (M) et ensemble formé par le château et les abords (S)                                        |                                    | n° 231          | Morialmé          | 50° 16′ 38″ nord, 4° 33′ 58″ est | 93022-CLT-0006-01   | Image manquanteTéléverser                                                                           |
| Chapelle Saint-Oger (M) et ensemble formé par cet édifice et ses abords (S)                                               |                                    |                 | Hanzinne          | 50° 18′ 26″ nord, 4° 32′ 27″ est | 93022-CLT-0007-01   | Chapelle Saint-Oger (M) et ensemble formé par cet édifice et ses abords (S)                         |
| La chapelle dite Vieille Sainte-Barbe (M) et ensemble formé par les abords immédiats, limité à la couronne de l'arbre (S) |                                    |                 |                   | 50° 16′ 21″ nord, 4° 33′ 39″ est | 93022-CLT-0009-01   | Image manquanteTéléverser                                                                           |
| Place d'Hanzinelle |                                    |                 | Hanzinelle        | 50° 17′ 46″ nord, 4° 33′ 23″ est | 93022-CLT-0011-01   | Image manquanteTéléverser                                                                           |
| Le salon dit salles d'armes du Château de Morialmé.                                                                       |                                    |                 | Morialmé          | 50° 16′ 38″ nord, 4° 33′ 59″ est | 93022-PEX-0001-01   | Image manquanteTéléverser                                                                           |